# رعية (مصطلح)

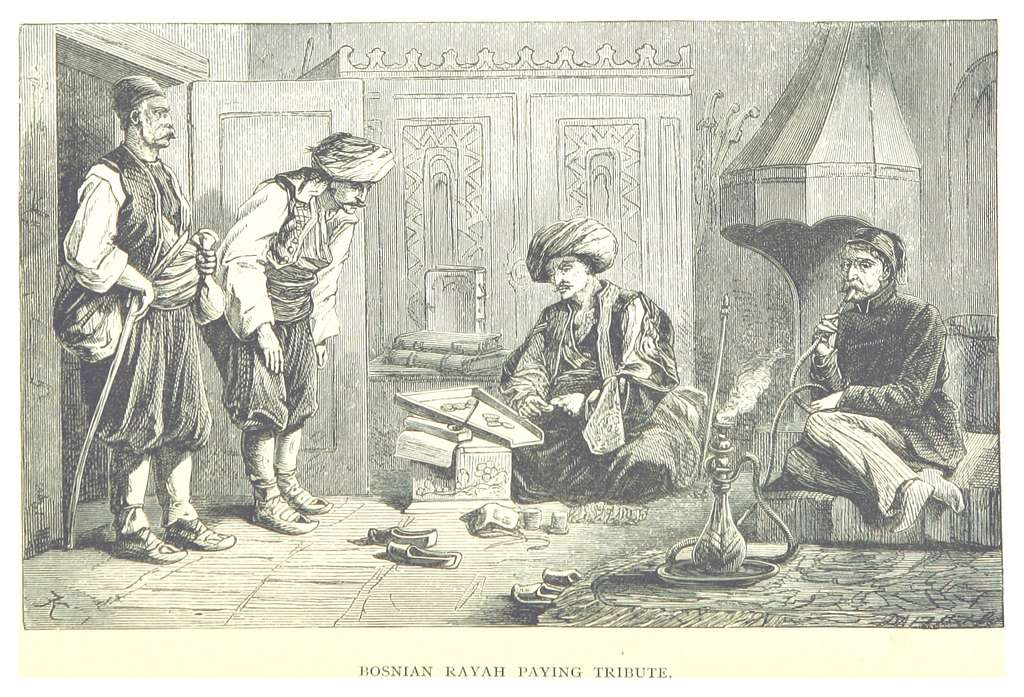
الرعية البوسنية تقدم التحية

الرعية هو مصطلح عثماني لوصف مواطن أو مجموعة مواطنين وهو مرتبط بالكلمة العربية راعي كان عضوًا في الطبقة الدنيا من دافعي الضرائب في المجتمع العثماني ، على النقيض من العسكريين والكل .
شكلت الرعايا ما يزيد عن 90% من إجمالي السكان في مجتمعات الملل. في العالم الإسلامي، الرعية هي حرفيا تابعة لحكومة أو سيادة. الرعية شملت المسيحيين والمسلمين واليهود الذين فُرضَت عليهم الضرائب لدعم الدولة والطبقة "العثمانية المحترفة" المرتبطة بها.
ومع ذلك، في الاستخدام المعاصر الأوروبي، فإن المصطلح يشير إلى رعايا غير مسلمين على وجه الخصوص، ويُطلق عليهم أيضًا اسم الذمي.
في بداية الإمبراطورية العثمانية، لم تكن الرعية مؤهلة للخدمة العسكرية، ولكن منذ أواخر القرن السادس عشر، أصبح الرعية المسلمون مؤهلين لتحمل ضائقة بعض أفراد الطبقة الحاكمة.

## طالع أيضًا
- ريوت: نظام حيازة الأراضي الذي نشأ أثناء الحكم المغولي في الهند.
- جياور
- نظام الملل العثماني
- مواطن من الدرجة الثانية
- قره بودن